# Дом Сабурова (Новосибирск)
Дом Сабурова — двухэтажный кирпичный дом на углу Красного проспекта и Каинской улицы в Центральном районе Новосибирска. Построен в 1913 году промышленниками Сабуровыми, (Иван Сидорович и его сыновья: Федор Иванович, Петр Иванович, Григорий Иванович),  переехавшими из г. Куса. Памятник архитектуры регионального значения.

## История
Здание было построено в 1913 году после большого пожара 1909 года, который уничтожил 1/3 часть города.  21 мая 1913 г. Ф.И. Сабуров получает разрешение на строительство и самого дома, который описывается как «каменный двухэтажный дом с подвалом» [7]. Технический надзор над постройкой принимает на себя инженер Ф.Ф. Рамман. К сожалению, проект дома и план участка в деле отсутствуют, поэтому не вполне понятно, можно ли считать архитектором дома самого Федора (Теодора) Фридриховича Раммана, бывшего на тот момент главным архитектором города. Но такая вероятность не исключена.

## Описание
Южный фасад Г-образного здания выходит на красную линию застройки Каинской улицы, западный фасад обращён к Красному проспекту. К северной части дома примыкает кирпичная одноэтажная пристройка, расположенная вдоль Красного проспекта. Дом Сабурова объединён воротами с соседним зданием заезжего двора и образует с ним типичную для Новониколаевска начала XX века городскую усадьбу.
Срезанный угол дома акцентирован слуховым окном и балконом с кованой решёткой ограждения в форме ажурных столбиков.
Дом стоит на бутовом фундаменте. Цоколь здания облицован гранитными блоками и доходит до низа оконных проёмов первого этажа.
Под зданием находится подвал со сводчатыми перекрытиями из кирпича.
Крыша здания чердачная с металлической кровлей.
Декоративная обработка стен первого этажа имитирует горизонтальный руст.
Оконные проёмы первого этажа прямоугольные, окна на втором этаже имеют лучковое очертание.
Широкий фриз здания декорирован прямоугольными элементами, сухариками и поясками.
Высокие кронштейны поддерживают карниз большого выноса, венчающий здание.

## Галерея

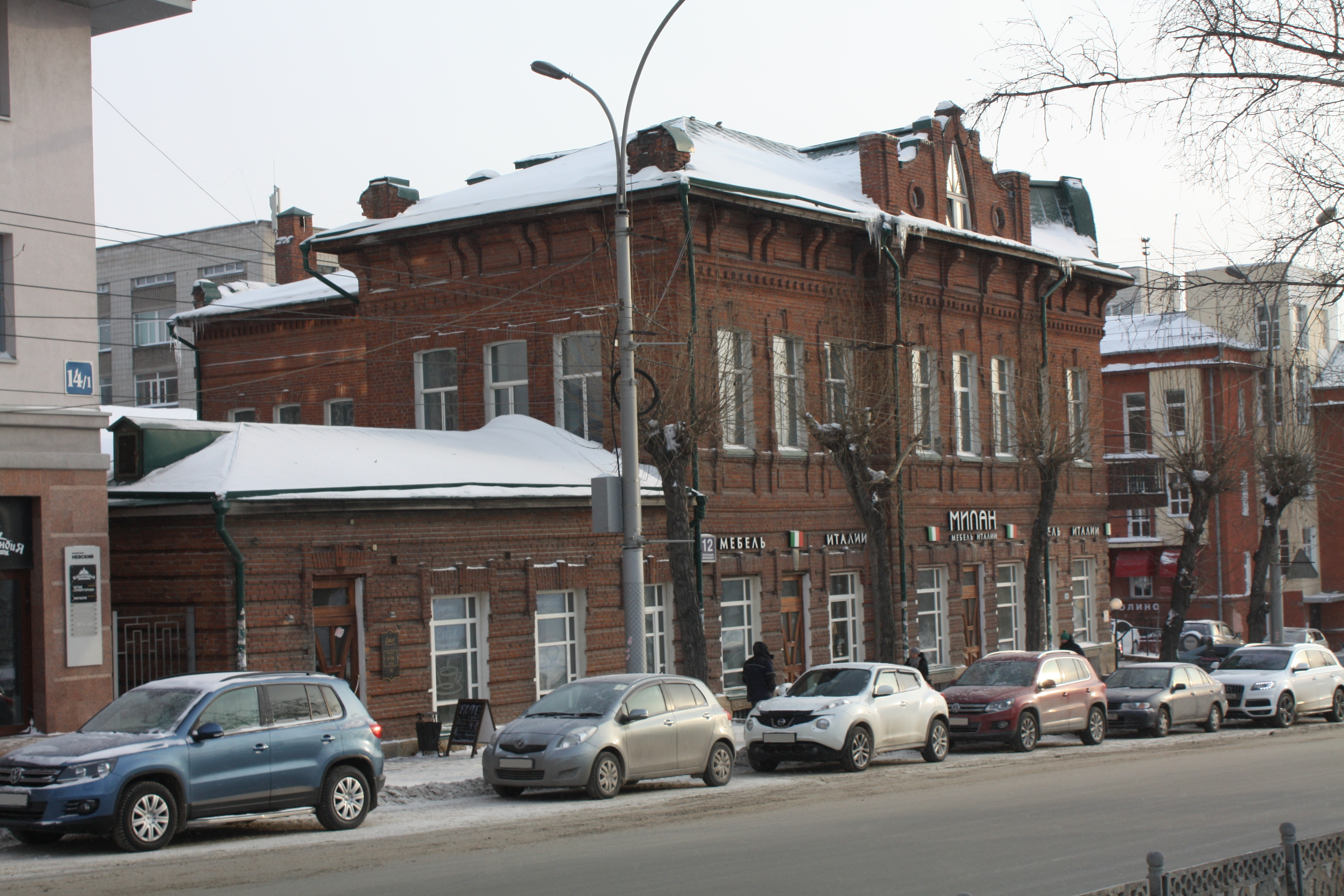